# SummerSlam (1996)
SummerSlam 1996 fue la novena edición de SummerSlam, un evento pago por visión de lucha libre profesional producido por la World Wrestling Federation (WWF). Tuvo lugar el 18 de agosto de 1996 desde el Gund Arena en Cleveland, Ohio.

## Resultados
- Steve Austin derrotó a Yokozuna (1:52)
  - Austin cubrió a Yokozuna con un "Roll-up" cuando la cuerda inferior se rompió al intentar Yokozuna un "Banzai Drop".
- Owen Hart derrotó a Savio Vega (13:23)
  - Hart ganó por nocaut mientras tenía a Vega en el "Sharpshooter".
  - Después de la lucha, Justin Bradshaw salió a atacar a Vega.
- The Smokin' Gunns (Billy y Bart) (w/Sunny) derrotaron a The Bodydonnas (Skip y Zip), The New Rockers (Marty Jannetty y Leif Cassidy) y The Godwinns (Henry y Phineas) (w/Hillbilly Jim) en una Fatal Four-Way Elimination Match reteniendo el Campeonato en Parejas de la WWF (12:18)
  - Billy cubrió a Zip. (4:00)
  - Henry cubrió a Jannetty después de un "Slop Drop". (7:18)
  - Billy cubrió a Phineas después de un "Double Axe Handle" de Bart. (12:18)
- Sycho Sid derrotó a The British Bulldog (6:24)
  - Sid cubrió a Bulldog después de un "Powerbomb".
- Goldust (w/Marlena) derrotó a Marc Mero (w/Sable) (11:01)
  - Goldust cubrió a Mero después de un "Curtain Call".
- Jerry Lawler derrotó a Jake Roberts (4:07)
  - Lawler cubrió a Roberts con un "Roll-up" después de golpearlo con una botella.
  - Lawler trajo consigo varias botellas de alcohol para burlarse de Roberts, quien recién había completado un tratamiento contra el alcoholismo.
  - Después de la lucha, Lawler comenzó a verter alcohol a la garganta de Roberts, pero Mark Henry acudió al rescate.
- Mankind derrotó a The Undertaker en un Boiler Room Brawl (26:40)
  - Mankind ganó después de que Paul Bearer golpeara a Undertaker con la urna sagrada para después dársela a Mankind.
- Shawn Michaels (w/José Lothario) derrotó a Vader (w/Jim Cornette) reteniendo el Campeonato de la WWF (28:59)
  - Michaels cubrió a Vader después de un "Diving moonsault".
  - Vader ganó dos veces este combate, uno por cuenta fuera y otro por descalificación, pero el combate fue reiniciado dos veces por el presidente de la WWF Gorilla Monsoon.

## Oros roles
| Comentaristas - Vince McMahon - Mr. Perfect - Jim Ross Entrevistadors - Dok Hendrix - Todd Pettengill Árbitros - Mike Chioda - Jack Doan - Earl Hebner - Tim White - Harvey Wippleman | Comentaristas en español - Carlos Cabrera - Hugo Savinovich Otros - Gerald Brisco - Tony Chimel - Howard Finkel - Anunciador - Rene Goulet - Dave Hebner - Gorilla Monsoon - Pat Patterson |